# Thelypteris shaferi
Thelypteris shaferi là một loài dương xỉ trong họ Thelypteridaceae. Loài này được Duek mô tả khoa học đầu tiên năm 1971.
Danh pháp khoa học của loài này chưa được làm sáng tỏ. 